# Château de Beauregard (La Celle-Saint-Cloud)
Pour les articles homonymes, voir château de Beauregard.
Le château de Beauregard, dont il ne reste aujourd'hui que le fronton central, était situé sur les hauts de La Celle-Saint-Cloud dans le département des Yvelines, sur une colline qui sépare aujourd'hui la Celle-Saint-Cloud de la commune du Chesnay, à plus de 160 mètres d'altitude,.
Il connut plusieurs transformations avant de tomber définitivement en ruines. Il servit de camp de prisonniers sous l'occupation allemande entre 1940 et 1941, puis de centre de regroupement pour les prisonniers soviétiques à la Libération en vue de leur rapatriement, et enfin, annexe de la prison de Fresnes jusqu'en 1953, avant d'être rasé pour vétusté à l'exception de la façade du fronton ; le domaine est désormais occupé par des logements sociaux de la ville de Paris.

## Historique

### Moyen Âge et la constitution du domaine de Beauregard
Le nom du domaine semble remonter au Moyen Âge, à l'époque de Jeanne de Sansac, dame de Beauregard, dont la tombe existait dans l'église du bourg avec l'inscription : « Cy gist damoiselle Jehanne de Sansac, dame de Beauregard, femme de noble homme Louis de la Grange, escuyer, contrôleur de l'ordinaire des guerres, laquelle trepassa le 6 juillet 1547 ».

### XVIIesiècleauXIXesiècle
Au début du XVIIe siècle, le château est la propriété de la famille du Val. Pierre du Val est maître d'hôtel du roi (Henri IV ou Louis XIII). Sa fille Nicole, épouse de Paris, hérite du château qu'elle réaménagera. Son fils, Pierre de Paris, conseiller du Roi au Parlement de Paris en hérite en 1661. La famille mène grand train et reçoit Jean-Baptiste Lully et Philippe Quinault qui auraient séjourné au château. Sans descendance, Pierre de Paris lègue le château en 1722 à sa nièce Marie-Angélique de la Chaise, veuve de Hyacinthe-Louis Pellevé, comte de Flers qui le lèguera à sa mort à sa sœur, Anne-Françoise de la Chaise qui épouse le comte de Montaigu. Disposant de peu de fortune, les Montaigu louèrent plusieurs fois le château. Jacques-Jérémie Roussel, fermier général, y séjourne avant de racheter à Madame de Pompadour le proche château de la Celle ainsi que les ducs d’Angoulême et de Berry, leur père le comte d'Artois (futur Charles X) leur ayant loué le château comme résidence de vacances. 
Lors de la Révolution française, en 1792, le château fut confisqué, le marquis de Montaigu étant considéré comme un aristocrate ayant émigré, mais la famille réussit à récupérer son bien. Le château va alors pendant le Consulat, l'Empire et la Restauration être revendu plusieurs fois : il appartint successivement à Benoist de Boigne (son épouse Adèle d'Osmond y reçut Madame Récamier), au général-prince Aldobrandini, à Anisson du Perron et d'autres. 

### Miss Howard
En 1852, Miss Howard, une Anglaise, achète le château et son parc. Elle lui adjoint la ferme de Béchevet et le haras de Bel-Ébat créant une propriété de plus de 184 hectares. Le château étant en mauvais état, elle le fait reconstruire dans le style néo-classique et y adjoint une serre. Elle fait également clôturer l'ensemble de son domaine par un mur. C'est de sa propriété qu'elle œuvrera au succès de Louis-Napoléon Bonaparte (futur Napoléon III) dont elle est la maîtresse et le soutien financier. Une fois empereur, il la fera comtesse de Beauregard, du nom de la propriété. Elle y meurt en 1865.    
Son fils Martin-Constantin Haryett, fait comte de Béchevet par Napoléon III, en hérite. Très dépensier, il dut vendre le château en 1870 à la duchesse de Bauffremont, née Laure Leroux.

### De la guerre de 1870 à la Seconde Guerre mondiale
Mais quelques mois après, la guerre franco-prussienne éclate. Les Prussiens, installés à La Celle Saint-Cloud, font de Beauregard leur quartier général et le fortifient. La duchesse de Bauffremont ruinée, ne put le remettre en état et le château et le domaine furent saisis. En 1872, il devint alors la propriété du baron Maurice de Hirsch qui le fit entièrement restaurer. Bien que possédant un hôtel particulier rue de l'Élysée (une rue longeant le palais éponyme et son parc à Paris), lui et sa famille séjournèrent fréquemment à Beauregard. À sa mort en 1896, le château fut légué à Maurice-Arnold de Forrest, comte de Bendern en principauté de Liechtenstein. Ce dernier possédait plusieurs propriétés à travers l'Europe : il y vint peu et laissa le château à l'abandon.   
Pendant la Première Guerre mondiale, le domaine fut occupé par les militaires qui en firent un parc à bestiaux, sous l'autorité du camp retranché de Paris (CRP). Il accueillit plusieurs centaines de têtes de bétail pour le ravitaillement des troupes.   
En 1939, on songea à y installer un hôpital auxiliaire, mais face à la vétusté du château, celui-ci fut converti en dépôt militaire et comme tel, bombardé par la Luftwaffe en 1940. De juillet 1940 à mars 1941, un camp de prisonniers de guerre, majoritairement français, y fut établi par les troupes d'occupation allemandes sous le nom de frontstalag 112, avec de nombreux baraquements dans le parc.
À partir d'avril 1943, l'organisation Todt utilisa ce site pour entraîner près de 2 500 volontaires et former des Schutzkommandos armés.

### Après la Libération: deux camps de prisonniers

#### Prisonniers soviétiques de France
À partir de fin 1944, l'Orangerie et le parc du château servirent de lieu de regroupement et de rapatriement pour les prisonniers soviétiques, civils mis au travail forcé par les Allemands, ou militaires engagés dans l'armée allemande et dispersés dans soixante-dix camps de regroupement. En marge des accords de Yalta auxquels la France ne prit pas part, l'ambassadeur de France signa le 29 juin 1945 un accord stipulant que la France expédierait vers l’URSS tous les ressortissants soviétiques détenus en France. Le général soviétique Dragoun, arrivé à Paris, dirigea alors ces prisonniers soviétiques vers le camp de Beauregard, désormais sous l'autorité du NKVD.  
Ce château et le domaine furent gérés par la Mission de rapatriement soviétique jusqu'en novembre 1947 puis passa sous administration du gouvernement français sur décision de Georges Bidault, alors ministre des Affaires étrangères, lors des derniers jours du gouvernement Ramadier, qui considérait qu'avec la guerre froide, ce camp était devenu un centre d'action et d'espionnage soviétique. Le 14 novembre, Bidault envoya 400 CRS et gendarmes, 60 véhicules et 2 chars Renault FT et le camp fut définitivement fermé. Ce qui fut qualifié d'« affaire Beauregard » symbolisa le durcissement des relations entre le gouvernement et le Parti communiste français, et entre la France et l'URSS à cette époque (grande grève de 1947 et départ des ministres communistes du gouvernement Ramadier, tensions entre l'URSS et les pays occidentaux avec le plan Marshall).

#### Centre pénitentiaire de la Châtaigneraie
En parallèle et en 1946, l'administration pénitentiaire de la prison de Fresnes ouvrit un centre de rétention d'une capacité de 1 400 détenus. Ce centre pénitentiaire fut dénommé « centre pénitentiaire de la Châtaigneraie » pour éviter de déprécier le nom de « Beauregard ». Il reçut, entre autres, des collaborateurs. En 1950, un quartier spécial fut ouvert et reçut une dizaine de prisonniers aveugles et d'autres malades. En 1951, des détenus âgés de plus 60 ans furent installés dans un deuxième quartier spécialisé. Le centre pénitentiaire ferme ses portes en avril 1953 : il comptait alors 776 détenus. Durant l'automne 1953 et profitant des décors d'un véritable camp de détention, le cinéaste Léo Joannon tourna les extérieurs rappelant un Oflag pour le film Le Défroqué sorti en 1954 et dans lequel jouent Pierre Fresnay et Pierre Trabaud. Quelques baraquements survécurent au démarrage de l'urbanisation de ce quartier et servirent quelque temps pour héberger des structures à usage collectif.

### La ville de Paris

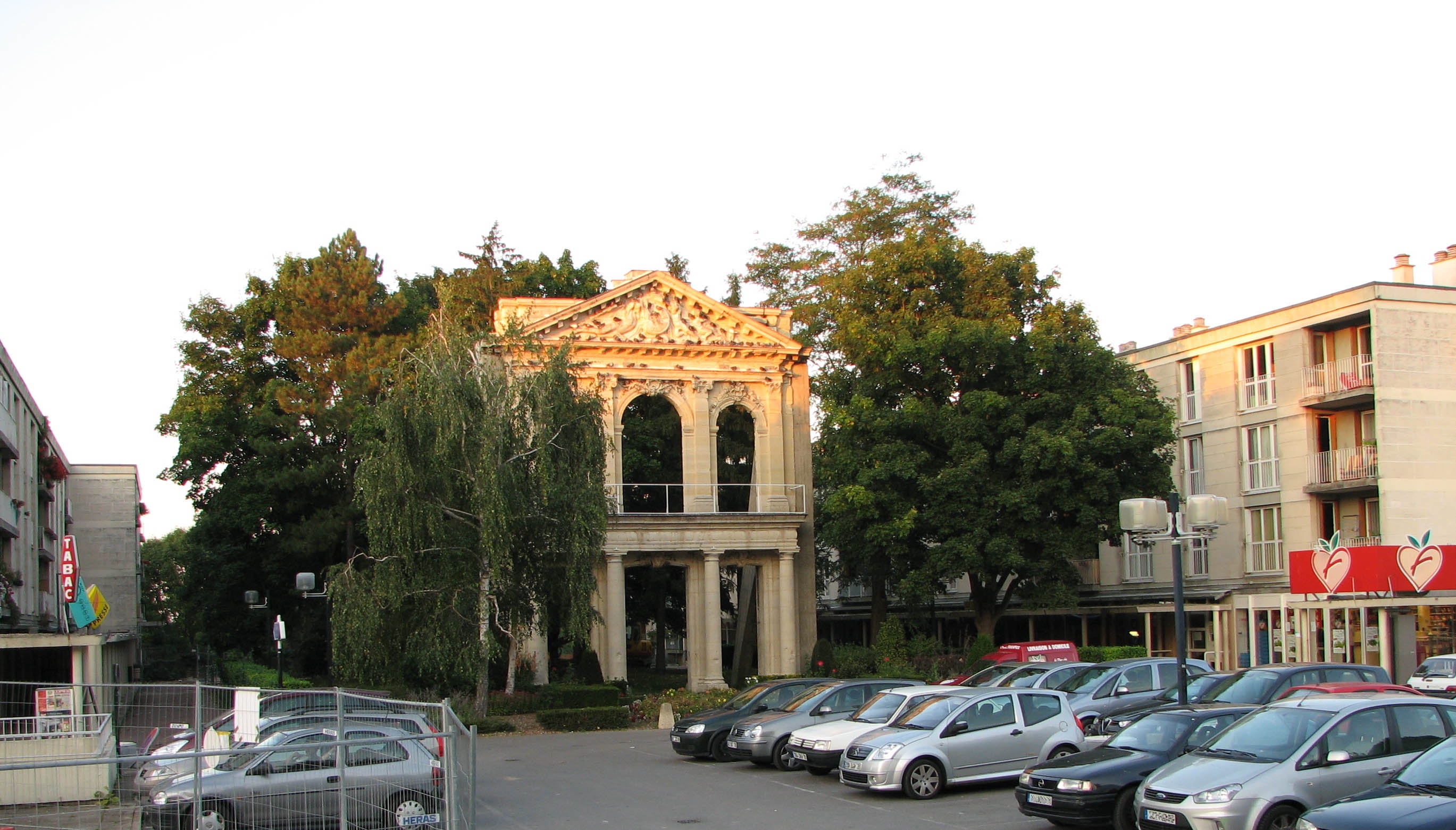
Avant-corps central de la façade sud du château au milieu des immeubles de Beauregard, septembre 2008.

Au sortir de la guerre, le château et son parc sont en ruines. Son propriétaire, le comte de Bendern, songe à transformer le domaine en une réserve forestière ouverte au public, mais faute de pouvoir le faire, finit par le donner à la ville de Paris en 1949 avec comme objectifs : 
- d'offrir à des travailleurs français, dans le cadre de la nature, des habitations décentes ;
- de permettre à la jeunesse de pratiquer des sports de plein air en lui procurant terrains de sports et de jeux, et terrains de camping ;
- d’offrir aux Parisiens et aux habitants de la banlieue l'accès des parties boisées du domaine qui devraient être aménagées en grand parc forestier naturel.

Le Conseil municipal de Paris accepte cette donation et signe alors une convention avec le comte de Bendern, avec les conditions suivantes : 
- création de cités-jardins composées de préférence d'habitations individuelles et réservant le maximum d'espaces verts...
- interdiction de toutes les activités qui pourraient être un obstacle aux buts poursuivis, en particulier : la chasse, les camps d'exercices militaires, les prisons, les entreprises industrielles ou commerciales, à l'exception des commerces alimentaires, des entreprises de spectacles, débits de boissons, cimetières…

En 1956, le château, très abîmé, est rasé. Seul l'avant-corps central (porte et fronton) est préservé et subsiste encore. Il se situe 300 mètres au nord de l'autoroute A13. Il est entouré par un grand ensemble d'immeubles construits en deux vagues : « Beauregard I » et « Beauregard II ». Les travaux sont respectivement achevés en 1959 puis 66/67/68. Une grande partie de ces immeubles, 2500 logements, à vocation sociale appartiennent encore à la ville de Paris (qui créa la Société immobilière du domaine de Beauregard en 1955, devenue Élogie-Siemp (Société immobilière d'économie mixte de la Ville de Paris) qui y possède également un centre nature pour les enfants parisiens, le centre Béchevet.

## Sources
- Philippe Loiseleur des Longchamps Deville, La Celle Saint-Cloud, cellule d'histoire, éd. Graphédis, 1979.
- Philippe Loiseleur des Longchamps Deville,  "Monographie des voies de Beauregard : Béchevet, Bauffremont", in Nationale 311a, 8e année, n°79, décembre 1972, pp.14-20.
- Philippe Loiseleur des Longchamps Deville,  "Monographie des voies de Beauregard : le Comte de Bendern", in Nationale 311a, 9e année, n°82, avril 1973, pp.9-17.
- Philippe Loiseleur des Longchamps Deville,  "Monographie des voies de Beauregard : à propos du Puits d'Angle", in Nationale 311a, 11e année, n°96, mai-juin 1975, pp.11-16.